# 48640 Eziobosso
48640 Eziobosso è un asteroide della fascia principale. Scoperto nel 1995, presenta un'orbita caratterizzata da un semiasse maggiore pari a 2,2921879 au e da un'eccentricità di 0,1112951, inclinata di 3,41292° rispetto all'eclittica.
L'asteroide è dedicato al direttore di orchestra italiano Ezio Bosso.